# Yangi Qala
Yangi Qala, eller Yangi Qaleh, är en ort i Afghanistan. Den ligger i provinsen Takhar, i den nordöstra delen av landet, 300 kilometer norr om huvudstaden Kabul. Yangi Qala ligger 471 meter över havet och antalet invånare är 6 541.
Den är administrativ huvudort för distriktet med samma namn, Yangi Qala.